# Ligne de Signeulx à Gorcy
Pour les articles homonymes, voir Ligne 165.
La ligne de Signeulx à Gorcy est un ancien embranchement international de la ligne de chemin de fer belge no 165, dite « Athus-Meuse », s'embranchant en gare de Signeulx, dans le sud de la province de Luxembourg, et présentant la particularité d'avoir été la seule ligne ferroviaire desservant la commune française de Gorcy, en Meurthe-et-Moselle.
Concédée à l'industriel propriétaire des forges de Gorcy, cette ligne n'a vu qu'un trafic marchandises lié à l'existence de ces forges, et, de ce fait, disparut en même temps qu'elles, en 1983 avec la crise de la sidérurgie dans le bassin lorrain.

## Caractéristiques
La ligne reliait les forges de Gorcy ainsi que la gare de Gorcy à la gare de Signeulx (en Belgique) en traversant le village de Gorcy et celui de Cussigny. Aucune ligne ferroviaire française n'a jamais désservi ni connecté ces villages au réseau ferroviaire français.

## Aspects contemporains
En 2010, le pont qu'empruntait la ligne entre Cussigny et Gorcy fut démoli.
La partie française de la ligne est aujourd'hui transformée en chemin de promenade au travers du marais de la Cussignière.